# 4seven
4seven (stylisé 47) est une chaîne de télévision britannique du groupe Channel Four Television Corporation.
Selon le groupe, en réponse à ses téléspectateurs demandant à Channel 4 de diffuser d'anciennes émissions du réseau, sa programmation se concentre sur les programmes les mieux demandées de Channel 4. Dans les créneaux de 20 h et 22 h, la chaîne rediffuse les émissions de la veille dont on parle dans les journaux et les réseaux sociaux comme Twitter et Facebook et le journal des commentaires tenu pendant la nuit par le diffuseur. Le créneau de 23 h est utilisé pour répéter le programme diffusé sur Channel 4 à 21 h, qui est à nouveau diffusé sur 4seven à 21 h le lendemain. Le reste des programmes sur 4seven sont des rediffusions des plus populaires de la semaine. Les week-ends sont consacrés à de multiples rediffusions des programmes les mieux notés des sept derniers jours.

## Histoire
Le service est créé sous le titre provisoire de Project Shuffle, bien qu'il ait été annoncé le 8 mars 2012, que le nom serait 4seven. La chaîne doit initialement être lancée en juin 2012, puis annoncée plus tard dans l'été. Le 22 mai 2012, on confirme que 4seven sera lancé le 4 juillet 2012.
La chaîne est lancée sur toutes les principales plates-formes de télévision au Royaume-Uni, avec des accords en place pour la diffusion sur Freeview, Freesat, Sky et Virgin TV.
Une diffusion simultanée en haute définition, 4seven HD, est lancée le 1er juillet 2014 d'abord sur la chaîne Freeview 111.
Le 4 novembre 2020, la chaîne passe sur la chaîne 48 de Freeview dans le cadre d'une montée en puissance où chaque chaîne de la chaîne 24 à 54 sur la plate-forme gagne une place pour permettre à BBC Four de passer à la chaîne 24 en Écosse, en raison des nouvelles règles de l'Ofcom concernant certaines chaînes publiques. En effet, la chaîne BBC Scotland est sur le canal 9 en Écosse, tandis que BBC4 est sur le canal 9 dans le reste du Royaume-Uni.